# Nguyễn Minh Hà (thiếu tướng)
Nguyễn Minh Hà (30 tháng 9 năm 1957 – 3 tháng 6 năm 2021) là một bác sĩ, tiến sĩ, sĩ quan cao cấp của Quân đội nhân dân Việt Nam, hàm Thiếu tướng, nguyên Giám đốc Viện Y học cổ truyền Quân đội, Phó chủ tịch Trung ương Hội Đông y Việt Nam. Ông được nhà nước Việt Nam phong tặng danh hiệu Giáo sư và Thầy thuốc Nhân dân.

## Tiểu sử
Nguyễn Minh Hà sinh năm 1957 tại phường Đông Ngạc, quận Bắc Từ Liêm, Hà Nội. Tháng 10 năm 1975, ông bắt đầu theo học tại Học viện Quân y. Sau khi tốt nghiệp vào tháng 9 năm 1981, ông bắt đầu công tác tại Trung đoàn 263, Sư đoàn 367, Quân chủng Phòng không – Không quân với vị trí Bác sĩ Chủ nhiệm quân y. Đến tháng 11 năm 1985, ông chuyển công tác về Viện Y học cổ truyền Quân đội.
Năm 1992, sau 2 năm được đào tạo chuyên khoa 1 tại Học viện Quân y, ông được bổ nhiệm làm Phó chủ nhiệm Khoa Tiêu hóa bệnh máu của Viện Y học cổ truyền Quân đội. Tháng 8 năm 1994, ông được cử đi học cao học tại Học viện Trung y dược, Quảng Châu, Trung Quốc. Tháng 11 năm 1998, ông về nước và được bổ nhiệm làm Phó chủ nhiệm Khoa Ngoại chung. Ông lần lượt được thăng làm Phó giám đốc Trung tâm Huấn luyện và Đào tạo và Phó giám đốc Viện Y học cổ truyền Quân đội vào tháng 1 năm 2000 và tháng 9 năm 2002.
Tháng 2 năm 2007, ông chính thức được bổ nhiệm làm Giám đốc Viện y học cổ truyền Quân đội. Trong giai đoạn tại nhiệm, ông kiêm nhiệm nhiều vị trí khác như Phó chủ tịch Trung ương Hội Đông Y Việt Nam khóa 13, 14, Phó chủ tịch Hội đồng chuyên môn miền Bắc thuộc Ban Bảo vệ, Chăm sóc sức khỏe cán bộ trung ương. Ông được thăng quân hàm Thiếu tướng vào tháng 8 năm 2009 và được phong danh hiệu Thầy thuốc Nhân dân vào năm 2012. Trong giai đoạn đảm nhiệm vị trí Phó chủ tịch Hội đồng chuyên môn của Ban Bảo vệ, ông đặc biệt được chú ý khi tham gia chẩn đoán và chữa trị cho Nguyễn Bá Thanh – nguyên Bí thư Thành ủy, Chủ tịch Hội đồng nhân dân Đà Nẵng. Tháng 10 năm 2017, ông về hưu theo chế độ. Năm 2018, ông được công nhận đạt tiêu chuẩn chức danh Giáo sư. Ngày 3 tháng 6 năm 2021, ông qua đời tại nhà riêng, thọ 63 tuổi.

## Khen thưởng
- Huân chương Chiến công hạng Nhất
- Huân chương Bảo vệ Tổ quốc hạng Nhất
- Huy chương Chiến sĩ vẻ vang hạng Nhất, Nhì, Ba
- Huy chương Quân kỳ Quyết thắng
- Huy hiệu 30 năm tuổi Đảng.